# Marty Friedman
Marty Friedman (* 8. prosince, 1962, Washington, D.C., USA) je americký kytarista. Proslavil se hlavně jako člen metalové skupiny Megadeth, jejíž součástí byl skoro 10 let. Od roku 2003 žije v Japonsku, kde moderoval relace jako Rock Fujiyama nebo Jukebox English v japonské televizi.

## Před Megadeth
Před nástupem do Megadeth byl Marty členem několika dalších metalových kapel – Deuce, Hawaii, Vixen a Cacophony. V kapele Cacophony se potkal s dalším fenomenálním kytarovým virtuózem, tehdy sedmnáctiletým Jasonem Beckerem. Produkty jejich spolupráce jsou alba Speed Metal Symphony a Go Off!. Alba, nesoucí se ve stylu zvaném neoklasický metal, byla inovativní v mnohých směrech, hlavně co se týče skloubení dvou virtuózních kytar do jednoho celku.

## Megadeth
Po rozpadu Cacophony v roce 1989 dostal Marty nabídku od Megadeth, kterou v únoru 1990 přijal. První album, na kterém se podílel, bylo Rust in Peace, které je dodnes zařazované mezi milníky thrash metalu. Marty na něm uplatnil způsob hry charakteristický pro celou jeho kariéru a také se v některých sólech inspiroval exotickou hudbou. V červenci 1992 vyšlo album Countdown to Extinction, oproti předešlému zaměřené na širší publikum, což se odrazilo i na prodeji, takže album získalo dvě platiny. Marty hrál i na dalších albech Megadeth – Youthanasia (1994), Cryptic Writings (1997) a Risk (1999). V prosinci 1999 však Marty oznámil, že z kapely odchází a svůj poslední koncert s kapelou odehrál 14. ledna 2000. Později v jednom rozhovoru uvedl, že už ho unavuje hrát metalovou hudbu, a potřebuje se vyvíjet dál jako muzikant. Během období, ve kterém byl Marty součástí skupiny, prodali Megadeth víc než 10 miliónů alb po celém světě.

## Život v Japonsku
Marty, od roku 2003 žijící v Tokiu, se aktivně podílí na kulturním životě Japonska. Jako host se objevuje na albech mnoha umělců známých hlavně v Japonsku a díky schopnosti plynule hovořit japonsky se objevuje i v televizi a přispívá do japonských hudebních časopisů.
Nejvýznamnější televizní programy, kterých se Marty pravidelně účastnil, byly Mr. Heavy Metal, Rock Fujiyama a Jukebox, kde překládal anglické texty písní do japonštiny. Kromě toho se na konci roku 2005 zúčastnil turné s japonskou zpěvačkou Ami Suzuki.

## Současná tvorba
I oproti pracovně nabitému programu, který doprovází jeho život v Japonsku, zůstává Marty věrný své sólové tvorbě. Řada alb, započatých v roce 1988 albem Dragon's Kiss, rozšířil naposledy albem Future Addict (2008). Album obsahuje přearanžované starší písně, ale obsahuje i 3 nové skladby. Future Addict, stejně jako i studiové album Loudspeaker (2006) a koncertní nahrávka Exhibit A – Live In Europe (2007), vyšlo nejprve v Japonsku, až potom byl vydané a distribuované i v dalších zemích.

## Diskografie

### Hawaii
- One Nation Underground (1983)
- Loud, Wild And Heavy EP (1984)
- Natives Are Restless (1985)

### Cacophony
- Speed Metal Symphony (1987)
- Go Off! (1988)

### Megadeth
- Rust in Peace (1990)
- Countdown to Extinction (1992)
- Youthanasia (1994)
- Hidden Treasures EP (1995)
- Cryptic Writings (1997)
- Risk (1999)

### Sólová alba
- Dragon’s Kiss (1988)
- Scenes (1995)
- Introduction (1998)
- True Obsessions (1996)
- Music For Speeding (2003)
- Loudspeaker (2006)
- Exhibit A – Live In Europe (2007)
- Future Addict (2008)
- Tokyo Jukebox (2009)
- Bad D.N.A. (2010)
- Tokyo Jukebox 2 (2011)
- Metal Clone X (2012)
- Metal Clone X vol.2: Louder Than Your Mother (2014)
- Inferno (2014)
- Wall of Sound (2017)
- One Bad M.F. Live!! (2018)
- Tokyo Jukebox 3 (2021)
- Drama (2024)